# 12320 Лошмідт
12320 Лошмідт (12320 Loschmidt) — астероїд головного поясу, відкритий 8 серпня 1992 року.  Названий на честь австрійського хіміка Йоганна Лошмідта.
Тіссеранів параметр щодо Юпітера — 3,679.